# Onthophagus okahandjanus
Onthophagus okahandjanus es una especie de insecto del género Onthophagus, familia Scarabaeidae, orden Coleoptera.

Fue descrita científicamente por Balthasar en 1974.